# Vinäs
Vinäs est une localité de Suède dans la commune de Mora située dans le comté de Dalécarlie.
Sa population était de 306 habitants en 2019.